# Isidoro Errázuriz

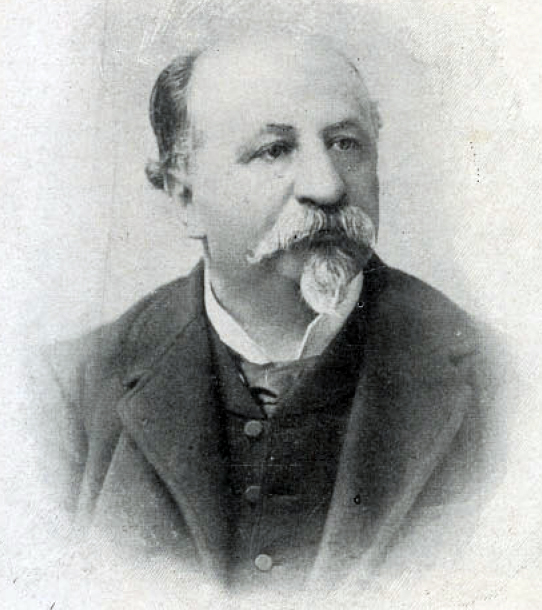
Isidoro Errázuriz Errázuriz (1835-1898)

Isidoro Errázuriz Errázuriz (Santiago 21 mei 1835 - Rio de Janeiro 12 mei 1898) was een Chileens staatsman.
Hij volgde onderwijs aan een jezuïetencollege in Georgestown (Washington D.C.) in de Verenigde Staten van Amerika (tot 1851) en studeerde vervolgens rechten aan de Universiteit Göttingen in Duitsland (1852-1856). Na een kort verblijf in Chili, keerde hij in 1857 naar Duitsland terug en trouwde met Virginia Hollman om het jaar daarop definitief naar Chili terug te keren. Terug in zijn vaderland was hij werkzaam als journalist voor liberale kranten en gold als een tegenstander van president Manuel Montt. Tijdens een protestbijeenkomst tegen de regering werden hij en de andere deelnemers gearresteerd. Errázuriz werd veroordeeld tot een verbanning van zes jaar. Hij vestigde zich hierop in Mendoza, Argentinië waar hij werkte voor een krant voor Chileense ballingen.
Na zijn begenadiging in 1862 keerde hij naar Chili terug en stichtte de krant La Patria in Valparaíso en was een van haar redacteuren. Daarnaast schreef hij ook artikelen voor El Mercurio de Valparaíso.
In 1867 werd hij voor de Partido Liberal (Liberale Partij) in de Kamer van Afgevaardigden gekozen. Tijdens de Salpeteroorlog (1879-1884) nam hij als regeringscommissaris deel aan de veldtochten van het Chileense leger. Hij trad tijdens de veldslagen op als een soort oorlogscorrespondent en zijn artikelen werden geplaatst in diverse kranten. Na de oorlog was hij verantwoordelijk voor de kolonisatie van gebieden in het centrum van Chili. In die functie vertoefde hij twee jaar in Parijs om Europeanen te verleiden om zich in de Chileense binnenlanden te vestigen (1887-1889). 
Kort na zijn terugkeer in Chili brak de burgeroorlog uit tussen aanhangers van president José Manuel Balmaceda en de aanhangers van het parlement. Errázuriz koos de zijde van het parlement en werd in de tegenregering te Iquique opgenomen als minister van Justitie en Onderwijs (1891). Na de val van Balmaceda werd hij minister van Buitenlandse Zaken in het kabinet van Ramón Barros Luco (1892-1893). In 1893 was hij enige tijd minister van Oorlog en Marine.
In 1896 (of 1897) werd hij door de regering benoemd tot gevolmachtigd minister in Rio de Janeiro, Brazilië. Hij overleed aldaar op 12 mei 1898 aan de gevolgen van gele koorts.
Naast journalist, politicus en diplomaat was Errázuriz ook historicus. Van zijn hand verschenen diverse geschiedkundige werken, meestal contemporaine geschiedenis. 